# Mesaoria

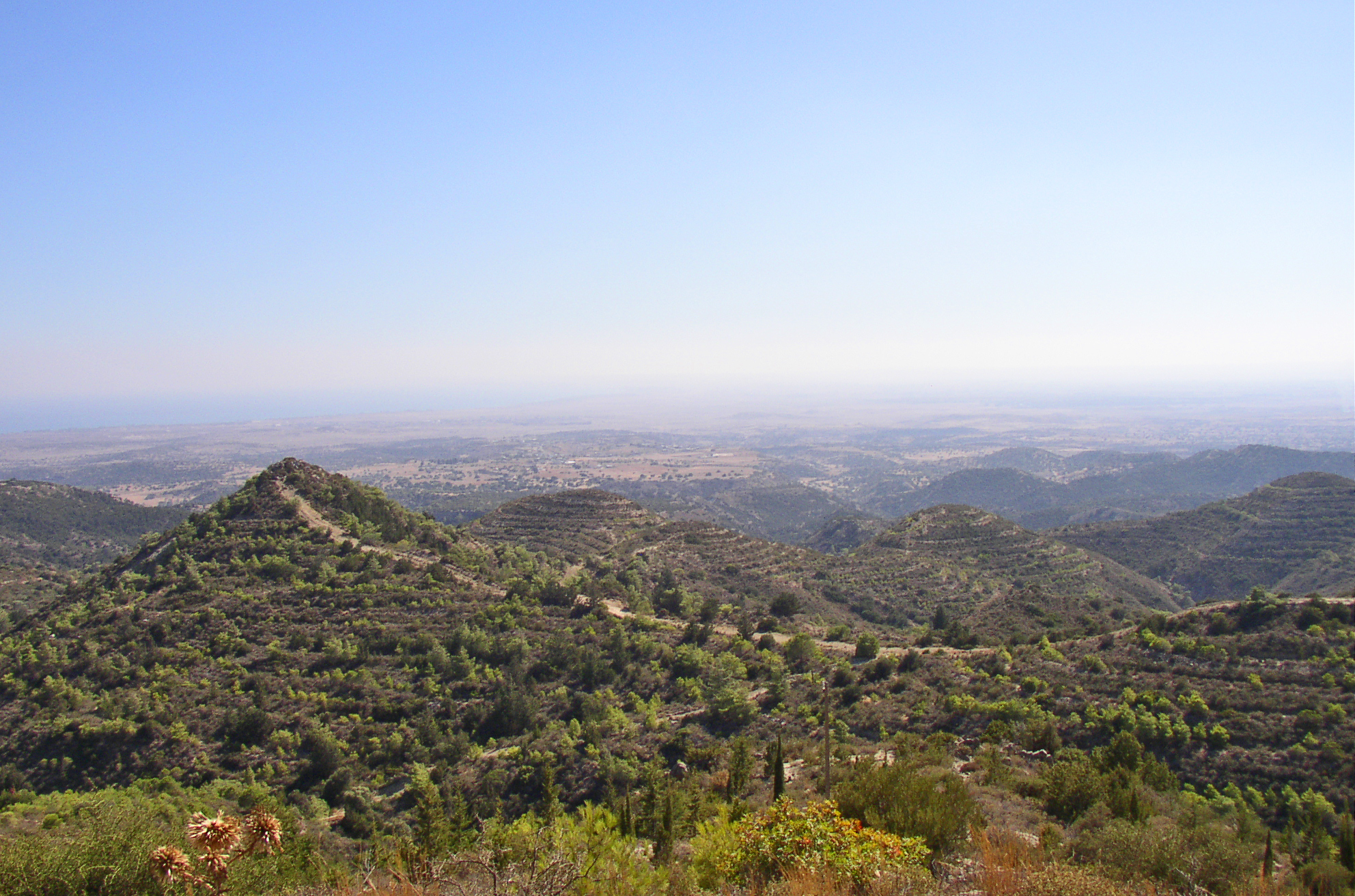
Zicht op de Mesaoria bij Kantara

De Mesoaria (Grieks: Μεσαορία, letterlijk: tussen de bergen; Turks: Mesarya Ovası) is een vruchtbare alluviale vlakte op het mediterrane eiland Cyprus. De vlakte ligt zowel in de Republiek Cyprus  als op grondgebied dat gecontroleerd wordt door de zelfverklaarde Turkse Republiek Noord-Cyprus.
Ten zuiden van de Mesaoria ligt het Troödosgebergte en ten noorden ervan het Kyreniagebergte. Door de Mesaoria loopt de rivier de Pedieos. Ook is de Mesoaria de meest bevolkte regio van Cyprus, waarin onder meer de hoofdstad Nicosia is gelegen.